# Metroid Dread
Metroid Dread är ett spel till Nintendo Switch, utgivet 8 oktober 2021. Förutom remakes är detta det första Metroid-spelet i 2D sedan Metroid Fusion (2002).
Ryktet om detta spel (då till Nintendo DS) dök upp i juni 2005 i tidningen Game Informer. Nintendo sade 6 september 2007 att de inte hade några planer på att göra ett side-scrollingspel i 2D till Nintendo DS just nu. De nämnde dock inte något om ett möjligt 2.5D eller 3D-spel.
På E3 2021 avslöjade Nintendo att Dread skulle lanseras till Nintendo Switch den 8 oktober 2021. Producenten Yoshio Sakamoto berättade att de tidigare hade lagt ned utvecklingen av spelet eftersom de inte kunde realisera sina idéer p.g.a. tekniska begränsningar. Sakamoto säger dock att han blev så imponerad av MercurySteams arbete med Metroid: Samus Returns till Nintendo 3DS att de därför beslutade att återuppta utvecklingen av Dread.
Vid 31 december 2021 hade Metroid Dread sålts i 2,74 miljoner exemplar.